# François Guillaume
Pour les articles homonymes, voir Guillaume.
François Guillaume, né le 19 octobre 1932 à Ville-en-Vermois (Meurthe-et-Moselle), est un homme politique et responsable syndical agricole français.

## Biographie
Après des études secondaires à la Malgrange et à Saint Sigisbert de Nancy, il s’installe comme agriculteur en polyculture-élevage sur la ferme familiale. Officier de réserve de l’armée de l’Air, il a été rappelé en Algérie en 1956.
Président de Saint-Hubert Industrie Laitière (700 salariés) de 1981 à 1990, il oriente la société vers de nouveaux produits : beurres allégés (le St Hubert 41, le Fleurier), yaourt au bifidus actif (BA) en complément des transformations laitières traditionnelles : lait UHT, fromage.
Il est le père de Jean-François Guillaume, conseiller régional (LR) du Grand Est.

## Carrière

### Syndicalisme
Engagé dans le syndicalisme agricole, il est successivement élu président du Centre national des jeunes agriculteurs (CNJA) de 1964 à 1968 puis président de la FNSEA de 1979 à 1986. À ce titre, il siège au Conseil économique et social (1964-1968 puis 1979-1986), au Comité économique et social européen (1975-1979) et préside le Conseil économique et social de Lorraine de 1980 à 1986. Dirigeant syndical, il participe à l’élaboration des lois d’orientation agricole de 1960 et 1962 voulues par le Général de Gaulle et diligentées par son Premier ministre, Michel Debré, dans un triple objectif :
- donner aux jeunes agriculteurs la priorité à l’achat ou à la location des terres disponibles grâce aux interventions des Sociétés d’aménagement foncier et d’établissement rural (SAFER) sur le marché des terres ;
- renforcer le pouvoir économique des producteurs confrontés à l’émergence de la puissance de la grande distribution, en favorisant leur organisation coopérative ;
- étendre au monde paysan le bénéfice de la protection sociale dont il était écarté jusqu’alors.

À la tête de la FNSEA , François Guillaume participe à faire de la France le 1er pays exportateur mondial de produits agroalimentaires devant les États-Unis, avant de rétrograder à la 4e place au début du siècle,[source insuffisante]
En Lorraine, pour aider les agriculteurs à s'adapter aux techniques et à l’économie modernes, il fonde et préside de 1964 à 1995 l’Association lorraine pour la promotion en agriculture, un centre de formation pour adultes situé à Haroué doté d’un internat et d’une ferme d’application pratique de la formation.
Attaché à la participation des agriculteurs à la protection du milieu naturel et à l’embellissement des villages lorrains, il fonde le Parc naturel régional de Lorraine qu’il préside de 1971 à 1980.
Président du Comité économique et social de Lorraine de 1980 à 1986, François Guillaume s’efforcera de préserver du démantèlement la sidérurgie lorraine, menacée par la préférence accordée alors aux sites sur l’eau : Fos-sur-Mer et Dunkerque. Il obtiendra du chef de l’État, en avril 1984, un arbitrage qui préservera pour 20 ans l’essentiel de l’outil industriel lorrain.

### Ministre de l’Agriculture
Ministre de l’Agriculture du gouvernement Chirac de 1986 à 1988, on peut retenir deux actions phares :
- suppression des montants compensatoires monétaires (MCM), conséquence des fluctuations des monnaies des États européens. Ces nouveaux droits de douane entre les États pénalisaient les agriculteurs français depuis 1969,
- mutualisation du Crédit agricole dont la Caisse Nationale, établissement public industriel et commercial, fut cédée par l’État à ses caisses régionales coopératives, ses seuls actionnaires légitimes,

Le 6 mai 1986, soit une semaine après la catastrophe de Tchernobyl et le passage du nuage radioactif sur la France et le Benelux, alors qu'aucun ministre du tout récent gouvernement Chirac ne communiqua quoi que ce soit sur cette situation, le ministère de l'Agriculture, au contraire, déclare dans un communiqué du même jour : « Le territoire français, en raison de son éloignement, a été totalement épargné par les retombées de radionucléides consécutives à l'accident de Tchernobyl ».

### Député
Il est le fondateur-éditorialiste du bimensuel Eurolettre (1989-2005).
En  1989, François Guillaume est élu membre du Parlement européen et vice-président de l’Assemblée ACP-CEE qui rassemble des représentants de cette assemblée et de 70 pays d’Afrique, des Caraïbes et du Pacifique. Il y développe sa proposition d’un Plan d’aide au Tiers-Monde préconisant l’organisation des marchés mondiaux pour pallier les fluctuations erratiques des prix agricoles – proposition qu’il avait soutenue à l’Assemblée générale de la FAO en 1987 après agrément par le Conseil des ministres européens de l’Agriculture.
Député gaulliste de Meurthe-et-Moselle, il est élu de 1993 à 2007, date à laquelle il ne se représente pas.

### Après-carrière politique (depuis 2007)
Il poursuit son action dans le domaine économique au sein de la société d’intelligence stratégique EPEE (il en est Président du Comité d’Éthique) et de la société Phitech, société de conception et de fabrication d’équipements pour mal voyants.
Il est également membre de Debout la France, dont il est le délégué national au Partenariat avec l’Afrique et la Méditerranée depuis 1999.

## Mandats
- 01 décembre 1964- 30 novembre 1968 : membre du Conseil économique et social
- 1972 - 1986 : Président fondateur de Télé Promotion Rurale Est
- 03 juillet 1979 - 23 mars 1986 : membre du Conseil économique et social
- 20 mars 1986 - 10 mai 1988 : ministre de l'agriculture
- 25 juillet 1989 - 18 juillet 1994 : député européen
- 1989 - 1992 : membre de la CCI de Meurthe-et-Moselle:
- 02 avril 1993 - 21 avril 1997 : député de Meurthe-et-Moselle
- 01 juin 1997 - 24 octobre 1997 : député de Meurthe-et-Moselle
- 15 décembre 1997 - 18 juin 2002 : député de Meurthe-et-Moselle
- 19 juin 2002 - 19 juin 2007 : député de Meurthe-et-Moselle

## Décoration
- Commandeur de l'ordre du Mérite agricole de droit en tant que président de la fédération nationale des syndicats d'exploitants agricoles, membre du conseil de l'ordre (1986)[7].

## Publications
- Le Pain de la Liberté, Éditions Jean-Claude Lattès, 1983  (ISBN 9782709601856)
- Le Complot des maîtres du pouvoir, Éditions Jean-Claude Lattès, 1999  (ISBN 9782709621045)
- Vaincre la faim, pour en finir avec l’inacceptable, Éditions Eyrolles, 2009  (ISBN 978-2212544411)
- Un paysan au cœur du pouvoir, Éditions De Borée, 2015  (ISBN 9782812914317)
- Les dix commandements de l'Homme politique, Éditions du Cherche Midi, 2021  (ISBN 978-2-7491-6915-6)